# Pierre Manent
Pierre Manent (Toulouse, 6 de mayo de 1949) es un académico y politólogo francés. Enseña filosofía política en la Ecole des Hautes Etudes en Ciencias Sociales, en el Centro de recherches politiques Raymond Aron.
Después de graduarse de la École Normale Supérieure,  se transforma en ayudante de Raymond Aron en el Collège de France. Fue posteriormente uno de los fundadores de Commentaire, revista trimestral en la que colabora regularmente.
- Naissances de la politique moderne: Machiavel, Hobbes, Rousseau (Payot, 1997, reed., Gallimard, 2007)
- Tocqueville y la naturaleza de la democracia (1982, reed. 1993); traducción al español, 2018.
- Les Libéraux (1986, reed. Gallimard, 2001)
- Historia del pensamiento liberal (1987, reed. 1997), traducción al español, 1990
- La ciudad del hombre (1994, reed. Flammarion, 1997)
- Libertad moderna y Su Disgusto (1998)
- Curso de filosofía política (Fayard, 2001, reed Gallimard 2004); traducción al español, 2015
- Une éducation sans autorité ni Sanción ? (Con Alain Renaut et Albert Jacquard, Grasset, 2004)
- La razón de las naciones (Gallimard, 2006), traducción al español, 2009
- Ce que peut la littérature (Con Alain Finkielkraut, Mona Ozouf et Suzanne Julliard, Stock, coll. « Les Essais », 2006, 295 p., ISBN 2234059143 2234059143)
- Enquête sur la démocratie. Etudes de philosophie politique (Gallimard, 2007)